# ريكي هيربيرت
ريكي هيربيرت (بالإنجليزية: Ricki Herbert)‏، من مواليد 10 ابريل 1961، لاعب كرة قدم نيوزلندي سابق، ومدرب كرة قدم نيوزلندي حالي.
لعب مع منتخب نيوزيلندا لكرة القدم بين عامي 1980 و1989، وشارك معهم في 61 مباراة وسجل 7 أهداف.
يدرب حاليا منتخب نيوزيلندا لكرة القدم.

## روابط خارجية
- ريكي هيربيرت على موقع الاتحاد الدولي (مؤرشف)  (الإنجليزية)
- ريكي هيربيرت على موقع قاعدة بيانات كرة القدم.إي يو (الإنجليزية)
- ريكي هيربيرت على موقع ناشيونال فوتبول تيمز (الإنجليزية)
- ريكي هيربيرت على موقع كووورة